# Lydia Ko
Lydia Ko (Koreaans: 고보경; Seoel, 24 april 1997) is een Nieuw-Zeelands golfer. Ze debuteerde in 2014 op de LPGA Tour.

## Loopbaan
In januari 2012 won Ko als amateur op de ALPG Tour het Bing Lee Samsung Women's NSW Open en werd ze op 14-jarige leeftijd de jongste winnares op die tour. Vijf maanden later, in augustus 2012, won ze het CN Canadian Women's Open en ze werd de jongste winnares op de LPGA Tour. Een jaar later verdedigde ze die titel met succes. In oktober 2013 kondigde Ko via haar YouTube-account aan dat ze golfprofessional werd.
In 2014 speelde Ko haar eerste professionele golfseizoen op de LPGA Tour. Ze won drie toernooien waaronder het CME Group Tour Championship, het laatste toernooi van het seizoen. Ze won tevens een LPGA-trofee bij de categorie "Rookie of the Year" (Nieuwkomer van het Jaar).
Op 2 februari 2015 eindigde Ko op de tweede plaats bij het Coates Golf Championship in Ocala en nam zij de eerste plaats op de wereldranglijst over van Inbee Park. De 17-jarige Ko werd de jongste nummer 1 ooit. Drie weken later won ze het Australisch Open. In april versloeg Ko Morgan Pressel in de play-off van het Swinging Skirts LPGA Classic en won ze dat toernooi voor de tweede achtereenvolgende keer.

## Palmares
LPGA Tour
| Nr. | Datum            | Toernooi                     | Score           | Score | Info                                                   |
| --- | ---------------- | ---------------------------- | --------------- | ----- | ------------------------------------------------------ |
| 1   | 26 augustus 2012 | CN Canadian Women's Open     | 68-68-72-67=275 | –13   | Won als amateur                                        |
| 2   | 25 augustus 2013 | CN Canadian Women's Open     | 65-69-67-64=265 | –15   | Won als amateur                                        |
| 3   | 27 april 2014    | Swinging Skirts LPGA Classic | 68-71-68-69=276 | –12   |                                                        |
| 4   | 20 juli 2014     | Marathon Classic             | 67-67-70-65=269 | –15   |                                                        |
| 5   | 23 november 2014 | CME Group Tour Championship  | 71-71-68-68=278 | –10   | Won de play-off van Carlota Ciganda en Julieta Granada |
| 6   | 22 februari 2015 | Women's Australian Open      | 70-70-72-71=283 | –9    |                                                        |
| 7   | 26 april 2015    | Swinging Skirts LPGA Classic | 67-72-72-70=280 | –8    | won de play-off van Morgan Pressel                     |

Ladies European Tour
| Nr. | Datum            | Toernooi                            | Score        | Score | Info            |
| --- | ---------------- | ----------------------------------- | ------------ | ----- | --------------- |
| 1   | 10 februari 2013 | ISPS Handa New Zealand Women's Open | 70-68-68=206 | –10   | Won als amateur |

ALPG Tour
| Nr. | Datum            | Toernooi                            | Score        | Score | Info            |
| --- | ---------------- | ----------------------------------- | ------------ | ----- | --------------- |
| 1   | 29 januari 2012  | Bing Lee Samsung Women's NSW Open   | 69-64-69=202 | –14   | Won als amateur |
| 2   | 10 februari 2013 | ISPS Handa New Zealand Women's Open | 70-68-68=206 | –10   | Won als amateur |

LPGA of Korea Tour
| Nr. | Datum           | Toernooi                             | Score        | Score | Info            |
| --- | --------------- | ------------------------------------ | ------------ | ----- | --------------- |
| 1   | 8 december 2013 | Swinging Skirts World Ladies Masters | 68-68-69=205 | –11   | Won als amateur |